# 伯特·麦卡弗里
伯特·麦卡弗里（英語：Bert McCaffrey，1893年4月12日—1955年4月15日），加拿大男子冰球运动员，场上位置是后卫。他曾代表加拿大参加1924年冬季奥林匹克运动会冰球比赛，获得一枚金牌。